# Genko-oorlog
De Genko-oorlog (Japans: 元弘の乱, Genkō no Ran) was een burgeroorlog in Japan in de periode 1331-1333 die het einde inluidde van het Kamakura-shogunaat.

## Achtergrond

### De Hojo-clan
De Hojo-clan was een familie van regenten van het Kamakura-shogunaat. In feite waren zij het die de eigenlijke macht in handen hadden en niet de Kamakura-shoguns die meer een symbolische functie hadden. 
Voor de oprichting van het Kamakura bakufu was de macht hoofdzakelijk in handen van de regerende keizers en hun regenten, die werden aangesteld uit het hof, en de aristocratische clans die erom wedijverden. In die tijd werden militaire zaken nog behandeld onder toezicht van de burgerlijke regering. Maar na de nederlaag van de Taira-clan op het einde van de Genpei-oorlog in 1185 trekt Minamoto no Yoritomo de macht naar zich toe en wordt daardoor de feitelijke heerser van het land. Dit legde de basis voor een militaire regering. In 1192 werd hij shōgun en onder hem werd het militaire regeringssysteem gevormd dat het bakufu genoemd werd.
Na de dood van Yoritomo weet Hojo Tokimasa, leider van de Hojo-clan en vader van de weduwe van Minamoto no Yoritomo, zich tot regent van Yoritomo’s zoon te laten benoemen. Hij zorgde ervoor dat deze regentfunctie altijd binnen de Hojo-familie zal blijven. De Minamoto behielden dan wel de titel van shogun, maar de feitelijke macht lag bij de Hojo. In 1221 probeerde keizer Go-Toba de macht van het shogunaat in te perken. Dit wordt het Jokyu-incident genoemd. Deze poging mislukte echter en had zelfs tot gevolg dat de Hojo-familie hun macht nog konden verstevigen in die mate dat ze konden kiezen wie de volgende shogun werd. 

### Keizer Go-Daigo
In 1318 besteeg Go-Daigo (後醍醐天皇 Go-Daigo Tennō, 1288-1339) op 29-jarige leeftijd de troon als 96ste keizer van Japan. Keizer Go-Daigo was sterk gekant tegen het bakufu en reeds snel na zijn troonsbestijging begon hij te ijveren voor het omverwerpen van het bakufu-regime en het herstellen van de keizerlijke macht. In 1324 kwamen voor het eerst zijn plannen om het Kamakura-shogunaat omver te werpen aan het licht. De Hojo lieten de samenzweerders ombrengen, maar de keizer werd vrijgesteld van sancties. In 1331 kwam er echter opnieuw een complot aan het licht, ditmaal verraden door een vennoot van de keizer, Yoshida Sadafusa. In 1333 kon keizer Go-Daigo echter ontsnappen met de hulp van Nawa Nagatoshi en zijn familie. Samen richtten ze een leger op aan de berg Funagami in de provincie Hoki. Het bakufu stuurde Ashikaga Takauji om het leger van keizer Go-Daigo op te zoeken en te elimineren, maar deze sloot zich uiteindelijk aan bij de keizer nadat hij gezien had hoe groot het verzet was. Onmiddellijk daarna rukten de keizersgezinde troepen van Nitta Yoshisada op naar Kamakura om de Hojo-clan uit te roeien, waarmee er een definitief einde komt aan het Kamakura-shogunaat. In 1339 sterft keizer Go-Daigo in Yoshino.

### Kusunoki Masashige
Kusunoki Masashige (楠木 正成, 1294-1336) was een samoerai die samen met keizer Go-Daigo vocht om de macht van het Kamakura-shogunaat te doorbreken. Hij werd beschouwd als een briljant strateeg. Zijn sluwe verdediging van 2 belangrijke kastelen voor de keizersgezinden zorgde ervoor dat keizer Go-Daigo tijdelijk terug de macht kon nemen. Maar een van zijn generaals, Ashikaga Takauji, verraadde echter keizer Go-Daigo en leidde een leger tegen Kusunoki. Kusunoki stelde aan de keizer voor om toevlucht te zoeken naar de heilige Hiei berg en Takauji de stad Kioto in te laten nemen, zodat ze daarna van de berg zouden kunnen stormen en met de hulp van de monniken van de Hiei-berg Takauji in de stad konden vastzetten en de genadeslag toedienen. Go-Daigo wou echter de hoofdstad niet verlaten en beval Kusunoki om Takauji en zijn superieure troepen tegemoet te gaan. Kusunoki gehoorzaamde het bevel van de keizer. Hij  leidde zijn troepen met volle bewustzijn de dood in. Dit zal later gezien worden als de ultieme daad van samoerai-loyaliteit. Het gevecht dat plaatsvond in Minatogawa draaide uit op een nederlaag. Het leger van Kusunoki werd volledig omsingeld en samen met 600 overlevende soldaten pleegde hij zelfmoord. Volgens de legende zouden zijn laatste woorden "Ik wou dat ik 7 levens voor mijn land kon geven" (七生報國, Shichisei Hōkoku) geweest zijn. 
Later in de Edo-periode zullen geleerden en samoerai de legende rond Kusunoki's figuur creëren, gebaseerd op neo-confucianistische theorieën. Ze maakten van hem een patriottistische held en noemden hem nanko of dai-nanko. Ze portretteerden hem als de belichaming van loyaliteit, dapperheid en toewijding aan de keizer.

## Verloop

### De slag om Kasagi
Een van de eerste veldslagen die in 1331 zou plaatsvinden tijdens de Genko-oorlog was de slag om Kasagi, waar het tot gevechten kwam tussen de aanhangers van keizer Go-Daigo en het leger van het Kamakura-shogunaat. Keizer Go-Daigo, die al lange tijd gekant was tegen het shogunaat en de Hojo regenten, had de 3 heilige keizerlijke schatten van Japan (een zwaard, een spiegel en een juweel) verborgen in de Kasagi-dera, een verstevigde boeddhistische tempel op de Kasagiyama in de buurt van Kioto. Dit als reactie op het verraad van  zijn vennoot Yoshida Sadafusa, die het complot tegen het shogunaat aan het licht bracht. In deze tempel had keizer Go-Daigo in het geheim een leger opgericht. De tempel werd op een nacht aangevallen door Hojo-troepen onder leiding van Suyama Yoshitaka en Komiyama Jiro, die de tempel omsingelden en in brand staken. De keizer moest  vluchten en dus werd de slag bezegeld met een overwinning voor de Hojo-troepen. Keizer Go-Daigo werd door de Hojo verbannen naar het eiland Oki en vervangen door een nieuwe keizer, keizer Kogon.

### De slag om Akasaka
Een tweede belangrijke veldslag die in 1331 zou plaatsvinden tijdens de Genko-oorlog was de slag om Akasaka. Het kasteel Shimo Akasaka (下赤坂城, Shimo Akasaka-jō) was een bergvestiging die in datzelfde jaar nog was gebouwd en werd beheerd door Kusunoki Masashige, generaal van de legers van keizer Go-Daigo. Dat jaar hadden de Hojo-troepen meerdere pogingen ondernomen om het kasteel in te nemen. Kusunoki Masashige bleef in staat het kasteel te verdedigen tot de Hojo-troepen erin slaagden de watertoevoer naar het kasteel te blokkeren en het vervolgens te veroveren.

### De slag om Chihaya
Een derde belangrijke veldslag die in 1333 zou plaatsvinden tijdens de Genko-oorlog was de slag om Chihaya. Het kasteel Chihaya (千早城, Chihaya-jō) was in 1332 op de Kongo berg in de Kawachi provincie gebouwd. De verdediging van dit kasteel werd georganiseerd door Kusunoki Masashige die kon ontsnappen bij de belegering van het kasteel Shimo Akasaka. Kusunoki had ervoor gezorgd dat het kasteel tegen vele soorten aanvallen bestendig was. De Hojo van hun kant maakten gebruik van verplaatsbare bruggen en vuur. Kusunoki gebruikte ook verscheidene strategieën zoals schijntroepen en verrassingsaanvallen. Dit zorgde ervoor dat Kusunoki het kasteel met succes heeft kunnen verdedigen, wat zijn nederlaag bij de slag van Akasaka twee jaar eerder goedmaakte en een eerste overwinning voor de keizerlijke troepen tot gevolg had.

### De slag om Kamakura
De beslissende veldslag van de Genko-oorlog vond eveneens plaats in het jaar 1333. De troepen die trouw waren aan de keizer werden geleid door Nitta Yoshisada en vielen de hoofdstad uit verschillende richtingen aan. De heuvels rond Kamakura bevatten zeven passen die elk verschillende bewaakte controlepunten hadden. Nitta Yoshisada viel de stad aan vanuit het noorden, het oosten en het westen, waardoor hij zijn troepen in drie splitste. Maar na uren vechten hadden ze nog altijd maar weinig vooruitgang geboekt in de strijd. Vooral langs de westelijke passen rond de Gokuraku-ji, die omgeven was door rijen van houten beschuttingen. Nitta Yoshida besefte dat zijn troepen Gokuraku-ji konden rondgaan, als ze de kaap zouden doorgaan waar de Inamuragasaki-rivier in het water uitmondt. Volgens kronieken zou Nitta Yoshida zijn zwaard in de zee gegooid hebben als offer voor de zonnegodin Amaterasu en de zee zou als bij mirakel weggeëbd zijn en een pad voor hen hebben vrijgemaakt. Hierdoor zijn de keizerlijke troepen toch de stad binnengeraakt en hebben ze de Hojo-troepen kunnen verslaan. De Hojo zelf moesten zich uiteindelijk terugtrekken naar een grot achter de Tosho-ji, waar ze zelfmoord pleegden. Met de Hojo uit de weg geruimd kwam er een einde aan het Kamakura-shogunaat en kon keizer Go-Daigo de troon terug bestijgen.

## Gevolgen
Na het verslaan van de Hojo kon Go-Daigo terugkeren naar Kioto en zou hij de troon terug overnemen van keizer Kogon. Zo kon de Kenmu-restauratie beginnen, die schijnbaar een vernieuwing van het oude systeem was, maar eigenlijk wou keizer Go-Daigo een imperialistische dictatuur instellen zoals in China. Hij wou de Chinezen op alle gebied imiteren en de machtigste heerser van het Oosten worden. Ongeduldige hervormingen, problemen over landrechten en beloningen, en het uitsluiten van de samoerai van de politieke besluitvorming zorgde voor heel wat opschudding en zijn politieke orde begon in elkaar te storten. Ashikaga Takauji steunde de keizer niet langer en Go-Daigo gaf Nitta Yoshisada de opdracht om Takauji op te sporen en om te brengen. In de slag van Takenoshita (1335) versloeg Ashikaga echter Nitta Yoshisada. Kusunoki Masashige versloeg dan weer op zijn beurt het leger van Ashikaga, die genoodzaakt werd om naar Kyushu te vluchten. Tegen het volgende jaar had Ashikaga Takauji echter een heel nieuw leger in Kyushu opgericht en was aan het oprukken naar Kioto. Kusunoki Masashige stelde aan de keizer een verzoening met Ashikaga voor, maar Go-Daigo weigerde resoluut. De keizer beval Kusunoki om Ashikaga en zijn leger te vernietigen, maar Kusunoki en zijn leger werden in de slag bij Minatogawa verslagen. De keizer moest vluchten uit Kioto en nadat Ashikaga Takauji een nieuwe keizer had ingesteld, stelde hij zichzelf aan als nieuwe shogun. Dit luidde het begin in van de Muromachi-periode. Go-Daigo vluchtte naar Yoshino en stichtte daar de zuidelijke dynastie, wat het begin was van de periode van de noordelijke en zuidelijke dynastie waarbij de noordelijke dynastie in Kioto en de zuidelijke dynastie in Yoshino het tegen elkaar opnamen.